# Caterpillar Inc.
A Caterpillar é uma empresa multinacional de origem estadunidense que fabrica máquinas, motores e veículos pesados, voltados principalmente para a construção civil e mineração.

## Histórico
A Caterpillar Inc. possui mais de 90 anos de história. Com vendas e receitas de US$ 36,34 bilhões em 2005, a Caterpillar é líder  no fornecimento mundial de equipamentos de construção e mineração.
Em 2005 as vendas e receitas foram US$ 36,34 bilhões, US$ 6,03 bilhões, isto é, 20% a mais do que em 2004. O aumento foi o resultado de US$ 3,72 bilhões de alta no volume de vendas, US$ 1.827 em melhor realização de preços e US$ 363 milhões de aumento na receita dos Produtos Financeiros. Aproximadamente metade das vendas foram para clientes fora dos Estados Unidos, mantendo a posição da Caterpillar como fornecedor global e exportador líder dos Estados Unidos.

## A Caterpillar no Brasil
Os negócios da Caterpillar no Brasil começaram em 1954, com um armazém para comercialização, fabricação e estocagem de peças e componentes.

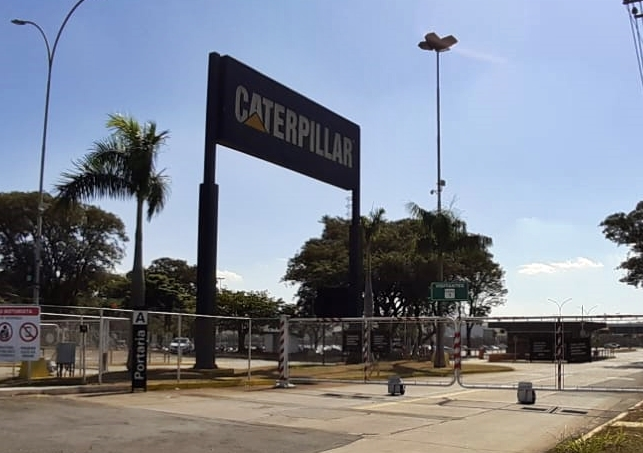
Fábrica da Caterpillar em Piracicaba.

Em 1955, a Caterpillar Inc. realizou seu segundo investimento fora dos Estados Unidos, comprando uma área de 164.000 m² na cidade de São Paulo e lá instalando sua fábrica que começou a produzir em 1960. A multinacional possui também uma unidade no interior paulista, na cidade de Piracicaba inaugurada em 1976 e outra em Campo Largo no Paraná (região metropolitana de Curitiba) inaugurada em 2010.
Como líder do setor em vendas domésticas e de exportação de equipamentos de terraplenagem, a Caterpillar produz atualmente 35 modelos de máquinas que incluem motoniveladoras, tratores de esteira, carregadeiras de rodas, retroescavadeiras, compactadores, escavadeiras hidráulicas e grupos geradores. Todos estes produtos são vendidos para mais de 120 países. Hoje emprega 4.800 pessoas e se classifica entre as 20 maiores empresas exportadoras brasileiras.
Foi eleita pelo Great Place to Work Institute (GPIW) como a melhor empresa para se trabalhar no Brasil.
As ações da empresa são negociadas na Bolsa de Valores de São Paulo.

## Cronologia

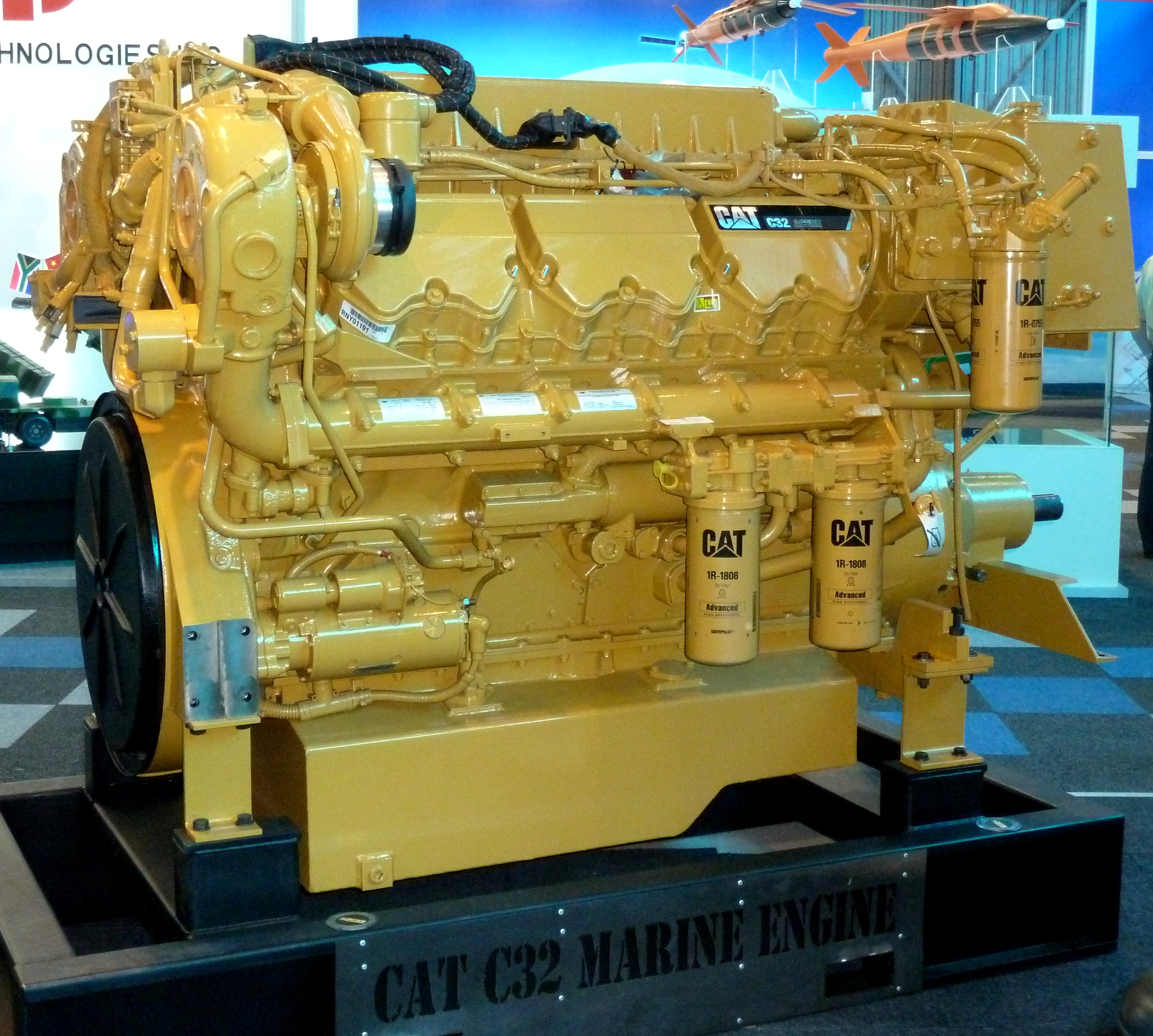
Motor diesel Caterpillar C32

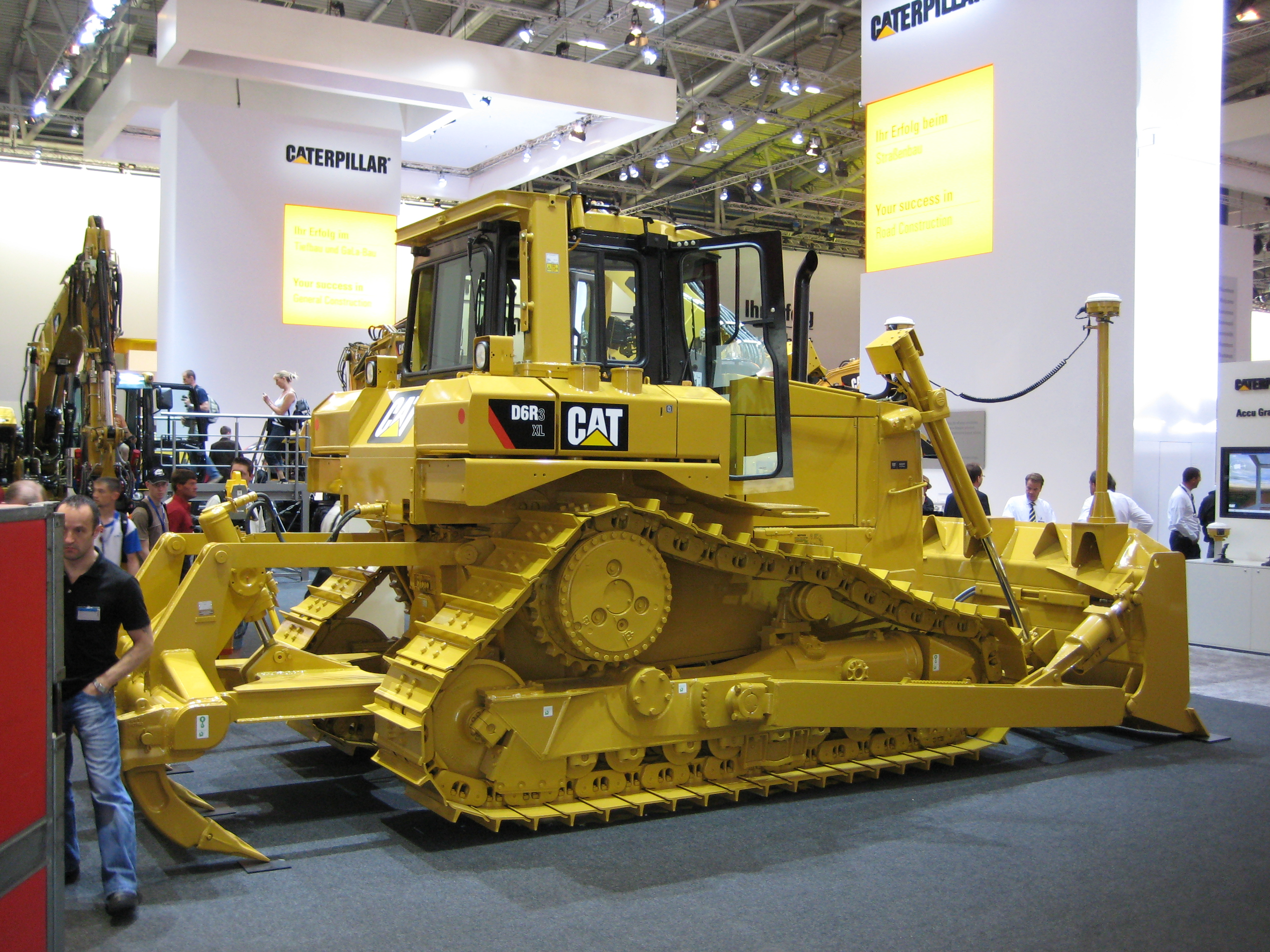
Um dos tratores produzidos pela Caterpillar em exposição

- 1890 – Benjamin Holt e Clarence Leo Best fizeram experiências com vários tipos de tratores a vapor para uso na agricultura. Eles o fizeram separadamente, em diferentes empresas.[4]
- 1904 – Primeiro trator de esteiras a vapor de Holt.
- 1906 – Primeiro trator de esteiras a gás de Holt.
- 1915 – Os tratores de esteiras Holt "Caterpillar®" são utilizados pelos aliados na 1ª Guerra Mundial.
- 1925 – A Holt Manufacturing Company e a C. L. Best Tractor Co. se unem para formar a Caterpillar Tractor Co.
- 1931 – O primeiro Trator Diesel Sixty saiu na linha de montagem em East Peoria, Illinois, com uma nova fonte eficiente de potência para tratores de esteira.
- 1940 – A linha de produtos Caterpillar inclui agora motoniveladoras, niveladoras de lâmina, niveladoras elevadoras, plainas e grupos geradores.
- 1942 – Os tratores de esteira, motoniveladoras, grupos geradores e um motor especial para o tanque M4 Caterpillar são utilizados pelos Estados Unidos em sua força de guerra.
- 1950 – É criada a Caterpillar Tractor Co. Ltd. na Inglaterra, a primeira de muitas operações no exterior criada para ajudar a gerenciar as faltas de intercâmbio, as tarifas, os controles de importação e melhor servir os clientes em todo o mundo.
- 1953 – Em 1931, a empresa criou um grupo separado de vendas de motores para comercializar motores diesel para outros fabricantes de equipamentos. Este grupo foi substituído em 1953 por uma divisão de vendas e marketing separada para melhor atender às necessidades de uma ampla gama de clientes de motores. As vendas de motores importam agora em cerca de um terço das vendas e receitas totais da empresa.
- 1963 – A Caterpillar e a Mitsubishi Heavy Industries Ltd. formam uma das primeiras joint-ventures no Japão para incluir uma propriedade parcial dos Estados Unidos. A Caterpillar Mitsubishi Ltd. iniciou a produção em 1965, foi renomeada Shin Caterpillar Mitsubishi Ltd., e é hoje fabricante número dois de equipamentos para construção e mineração no Japão.
- 1981–1983 – A recessão mundial teve seu impacto sobre a Caterpillar, custando à empresa o equivalente a US$1 milhão por dia e forçando-a a reduzir drasticamente os níveis de emprego.

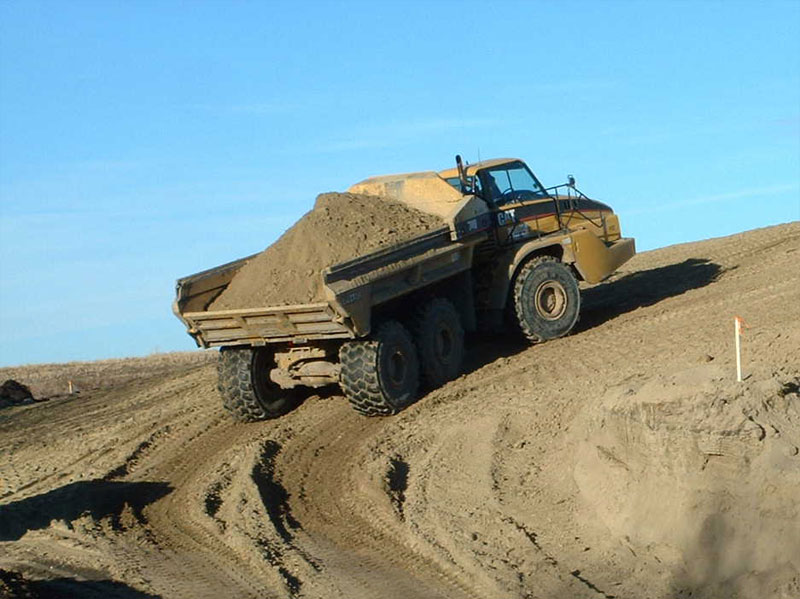
Caminhão utilizado em mineração e construção pesada

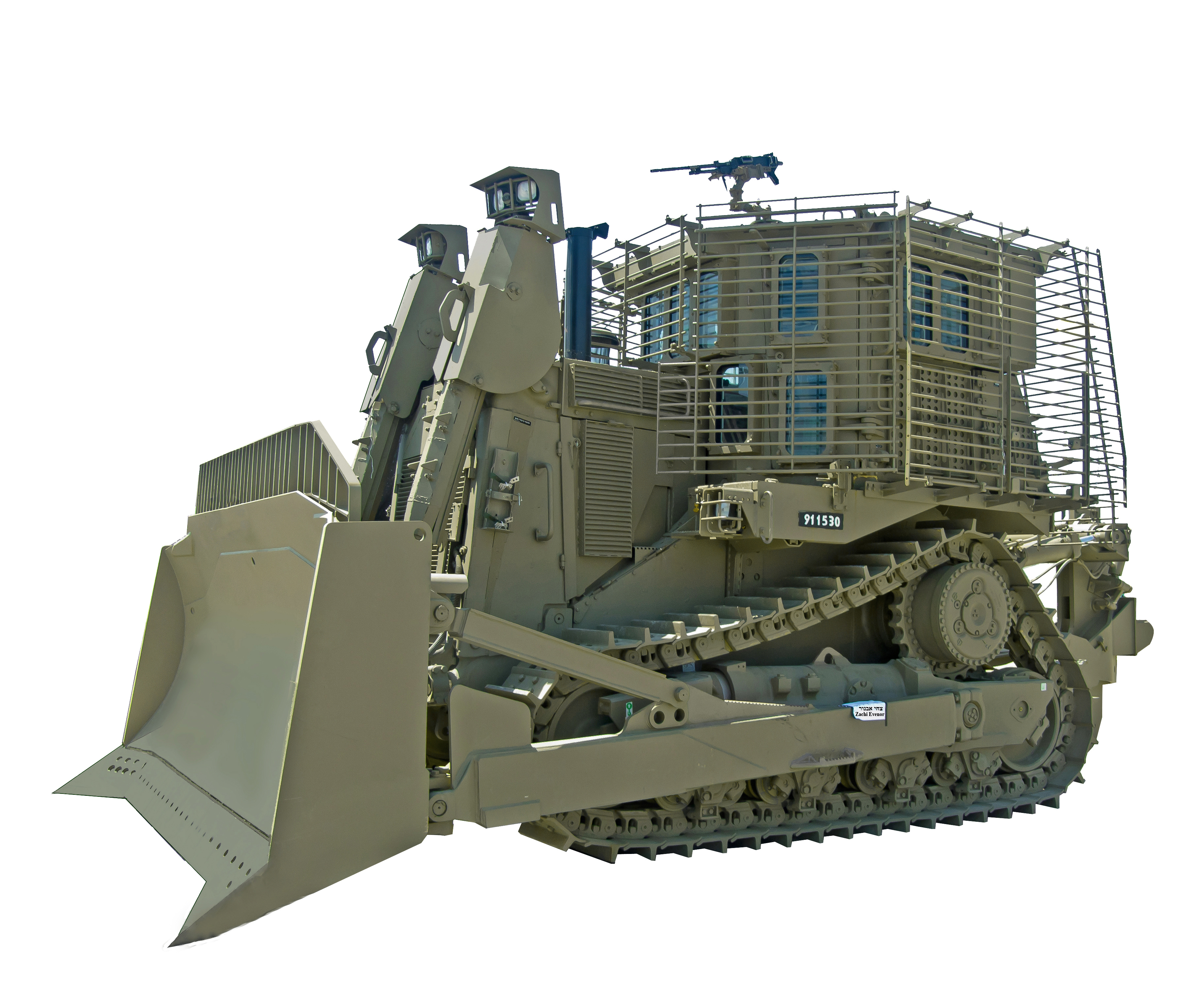
Um trator de esteiras Caterpillar D9R blindado, usado pelo Exército de Israel para demolir casas de palestinos

- 1983 – A Caterpillar Leasing Company é expandida para oferecer opções de financiamento de equipamentos aos seus clientes em todo o mundo e é renomeada Caterpillar Financial Services Corporation.
- 1985–presente – A linha de produtos continuou a se diversificar para atender a uma variedade de necessidades dos clientes. Mais de 300 produtos são agora oferecidos, mais que o dobro do número em 1981.
- 1986 – A Caterpillar Tractor Co. muda seu nome para Caterpillar Inc. – que reflete com mais exatidão a diversidade do crescimento da empresa.
- 1987 – Um programa de modernização de fábrica de US$1,8 bilhão foi lançado para aperfeiçoar os processos de fabricação.
- 1990 – A empresa descentralizou sua estrutura, reorganizou-se em unidades de negócios responsáveis pelo retorno sobre os ativos e a satisfação do cliente.
- 1994 – A empresa entra no ramo de acessórios e passa a fabricar itens tais como roupas, chapéus, malas, pás, facas e luvas.
- 1997 – A empresa continuou a se expandir, adquirindo a Perkins Engines sediada na Inglaterra. Com a adição da alemã MaK Motoren no ano anterior, a Caterpillar se torna líder mundial na fabricação de motores diesel.
- 1998 – O maior caminhão off-road do mundo – o 797 – inicia suas atividades no Campo de provas da Caterpillar no estado de Arizona.
- 1999 – A Caterpillar revela sua nova linha de equipamentos compactos para construção na CONEXPO, a maior feira de equipamentos para construção, em resposta às mudanças de necessidades dos clientes para equipamentos de construção menores, mais versáteis.
- 2000 – A Caterpillar Inc. comemora seu 75º aniversário.
- 2001 – A Caterpillar é a primeira empresa a lançar globalmente o 6 Sigma e fornecer benefícios no primeiro ano superiores aos seus custos de implementação.
- 2003 – A Caterpillar se torna a primeira fabricante de motores a oferecer uma linha completa de motores diesel limpos modelo em total conformidade e certificados pela Agência de Proteção Ambiental (EPA) dos Estados Unidos. A tecnologia revolucionária de controle de emissões da Caterpillar, conhecida como ACERT®, é projetada para atender aos padrões EPA sem sacrificar o desempenho, a confiabilidade ou a economia de combustível.
- 2010 – Em setembro de 2010 Caterpillar anuncia sua nova unidade industrial, fica em Campo Largo, Paraná no antigo barracão que pertencia a TMT Motoco do Brasil.
- 2011 – Em novembro é inaugurada a nova unidade industrial de Campo Largo.
- 2012–2013 – A empresa entra no ramo de eletrônicos com a marca Cat Phones passando a fabricar celulares, smartphones e tablets. O primeiro telefone anunciado foi o Cat B25 para 2013.

## Crises econômicas e demissões
Em março de 2009, após o anúncio da demissão de 733 empregados na unidade de Grenoble, França, funcionários da unidade fizeram quatro diretores reféns, exigindo novas negociações sobre as demissões na empresa.  A Caterpillar justificou as demissões afirmando que, devido à Grande Recessão, havia previsão de queda de 55% nas suas encomendas entre 2008 e 2009. Antes da crise a empresa tinha 113 mil empregados, prevendo que os demitidos chegariam a 25 mil até o fim de 2009, além de 8 mil temporários não contabilizados nos efetivos totais da empresa.
Na unidade de Piracicaba, depois de um corte de 600 funcionários em 2014, em fevereiro de 2015 a empresa demitiu 124 funcionários, havendo a previsão de cortar mais 350 postos de trabalho até abril deste ano. A empresa justificou as demissões alegando uma queda de 22 % no setor de máquinas rodoviárias em 2014, previsões de redução de exportações e informações sobre a estagnação do mercado.

## Luxemburgo Leaks
A empresa é uma das envolvidas no escândalo financeiro do Luxemburgo leaks, revelado em 2014. Segundo os documentos, a Caterpillar, com a consultoria da PricewaterhouseCoopers (PwC), elaborou sofisticados esquemas de evasão fiscal nos anos de 2009 e 2010 usando paraísos fiscais.

## Produtos

### Veículos
Relação com alguns dos veículos produzidos pela Caterpillar no presente e no passado:
| - Trator de esteira - Caterpillar 60 - D-series (diesel) - Caterpillar D4 - Caterpillar D5 - Caterpillar D6 - Caterpillar D7 - Caterpillar D8 - Caterpillar D9 - Caterpillar D10 - Caterpillar D11 - Máquinas assentadoras de tubos - Caterpillar 589 - Caterpillar 578 - Caterpillar 583K - Caterpillar 572F - Caterpillar 572G - Caterpillar 572RII - Caterpillar 561C - Caterpillar 561D - Caterpillar 561N - Motoniveladoras - Caterpillar 12H Global - Caterpillar 140M - Caterpillar 14M - Caterpillar 140H Global - Caterpillar 160M - Caterpillar 120M - Caterpillar 12M - Caterpillar 14H Global | - Escavadeiras pequenas - Caterpillar 311D - Caterpillar 312D - Caterpillar 314D - Caterpillar 315D - Caterpillar 319D - Escavadeiras médias - Caterpillar 320D - Caterpillar 321D - Caterpillar 324D - Caterpillar 328D - Caterpillar 329D - Caterpillar 336D - Escavadeiras para demolição - Caterpillar 345D - Caterpillar 365D - Caterpillar 385D - Escavadeiras para demolição pesada - Caterpillar 330D UHD - Caterpillar 345D UHD - Caterpillar 365D UHD - Caterpillar 385D UHD - Pá Carregadeira de Esteiras - Caterpillar 931 - Caterpillar 933 - Caterpillar 941 - Caterpillar 943 - Caterpillar 951 - Caterpillar 953 - Caterpillar 955 - Caterpillar 973 - Caterpillar 983 | - Pá carregadeira de Rodas - Caterpillar 930 - Caterpillar 938 - Caterpillar IT38 - Caterpillar 950 - Caterpillar 962 - Caterpillar IT62 - Caterpillar 966 - Caterpillar 972 - Caterpillar 980 - Caterpillar 988 - Caterpillar 990 - Caterpillar 992 - Caterpillar 993 - Caterpillar 994 - Caterpillar 938h - Caminhões basculantes articulados (ADT) - Caterpillar D350D - Caterpillar 740 Ejector - Caminhões basculantes - Caterpillar 773B - Caterpillar 773D - Caterpillar 777 - Caterpillar 789 - Caterpillar 793D - Caterpillar 797F, maior caminhão do mundo. - Compactadores - Caterpillar 815F Series 2 - Compactadores de Aterro Sanitários - Caterpillar 816F Series 2 - Caterpillar 836H | - Compactadores Vibratórios de Solo - Caterpillar CS-423E - Caterpillar CS-433E - Caterpillar CS44 - Caterpillar CP44 - Caterpillar CS533E - Caterpillar CP-533E - Caterpillar CP56 - Caterpillar CS56 - Caterpillar CS64 - Caterpillar CP64 - Caterpillar CP74 - Caterpillar CS74 - Caterpillar CS76 - Caterpillar CP76 - Caterpillar CS76 XT - Compactadores Vibratórios de Asfalto - Caterpillar CB14 - Caterpillar CC24 - Caterpillar CB22 - Caterpillar CB24 - Caterpillar CB32 - Caterpillar CC34 - Caterpillar CB34 - Caterpillar CB34 XW - Caterpillar CB-534D - Caterpillar CB-534D XW - Caterpillar CB564D - Compactadores de Pneu a Ar - Caterpillar PS-150C - Caterpillar PS-360C |

### Cat Phone
A CAT Phone é uma linha de telefones robustos que foi projetado, fabricado e é vendido pelo Bullitt Group sob a licença da Caterpillar Inc. A linha inclui smartphones rodando no sistema operacional Android, telefones com recursos padrão e acessórios. A unidade de negócios Caterpillar Electronics formou a Caterpillar Trimble Control Technologies (CTCT), uma joint-venture 50% com Trimble Navigation para desenvolver orientação eletrônica e produtos de controle para máquinas de terraplenagem nas indústrias de construção, mineração e resíduos. A CTCT é baseada em Dayton, Ohio (EUA) e iniciou suas operações em 1 de abril de 2002. Esta licença foi concedida pela Caterpillar Inc. em 2012.
A sua linha de telefones é considerada resistente a quedas, poeira, choques, temperaturas extremas e água, além de ser à prova d'água. O primeiro telefone, o B25, foi anunciado e lançado em 2013. O mais recente modelo, o S61 (lançado em 2018), com sistema de câmera térmica integrada, é classificado como à prova d'água de até 5 metros de profundidade por até 1 hora.
Segue abaixo os modelos da Cat Mobile (os modelos em grafados em itálico foram descontinuados):
- B Series
  - B15
  - B15Q
  - B25
  - B30
  - B100
- S Series
  - S30
  - S31
  - S40
  - S41
  - S50
  - S60
  - S61
- T Series
  - T20

### Outros produtos
Além de veículos e celulares, a Caterpillar vende o direito de fabricar, comercializar e vender outros produtos com a marca Cat para licenciamento em todo o mundo. A Wolverine World Wide é um exemplo, sendo licenciado desde 1994 e atualmente a única empresa licenciada para produzir calçados de marca Cat. Outros licenciados vendem itens incluindo modelos em escala de produtos com a marca Cat. Entre eles roupas, chapéus, malas, relógios, lanternas, pás, facas, ventiladores e luvas.